# Jurinea chaetocarpa
Jurinea chaetocarpa là một loài thực vật có hoa trong họ Cúc. Loài này được (Ledeb.) Ledeb. mô tả khoa học đầu tiên năm 1845.